# Edemissen
Edemissen er en kommune med knap 12.300 indbyggere (2013) i Landkreis Peine i den østlige del af den tyske delstat Niedersachsen.

## Geografi
Edemissen ligger nord for Peine i den sydlige ende af Lüneburger Heide.

### Inddeling
I kommunen Edemissen ligger følgende byer, landsbyer og bebyggelser:
| - Abbensen - Alvesse - Blumenhagen med Klein Blumenhagen - Eddesse mit Klein Eddesse - Edemissen med Ankensen, Berkhöpen og Oelheim - Eickenrode - Mödesse | - Oedesse med Klein Oedesse - Oelerse - Plockhorst - Rietze med Klein Rietze - Voigtholz-Ahlemissen - Wehnsen med Wehnser Horst - Wipshausen med Horst |